# Maria Balska
Maria Balska (ur. 29 kwietnia 1876 w Szopienicach, zm. 15 lipca 1943 w Janowie) – polska działaczka narodowa i społeczna.

## Życiorys
Urodziła się 29 kwietnia 1876 roku w Szopienicach (późniejsza część Katowic).
Pochodziła z patriotycznej rodziny, a początek jej działalności narodowej przypadł na okres po I wojnie światowej. W okresie powstań śląskich współpracowała z oddziałami powstańczymi, organizując dla nich żywność, mundury i transporty amunicji. W okresie przedplebiscytowym zorganizowała w Janowie (późniejsza część Katowic), gdzie zamieszkała po ślubie, koło Towarzystwa Polek, któremu przewodniczyła aż do wybuchu II wojny światowej. Była również jedną z założycielek tamtejszych placówek Towarzystwa Czytelni Ludowych i Polskiego Czerwonego Krzyża. W okresie plebiscytu z ramienia Polskiego Komisariatu Plebiscytowego opiekowała się osobami przybyłymi na Górny Śląsk celem oddania głosu za Polską. 
Po włączeniu części Górnego Śląska do Polski działała w Caritasie i Związku Obrony Kresów Zachodnich. W 1925 roku została radną gminy Janów, gdzie do 1939 roku przewodniczyła sekcji opieki społecznej. Od 1927 roku działała także jako członkini zarządu w miejscowym Katolickim Towarzystwie Polek oraz w Polskim Stronnictwie Chrześcijańskiej Demokracji. Uczestniczyła w akcjach wyborczych do Sejmu Śląskiego.
W czasie niemieckiej okupacji podczas II wojny światowej była aresztowana, a z jej mieszkania zabrano m.in. sztandar powstańczy. Została wypuszczona na wolność z powodu ciężkiej choroby, lecz została wraz z rodziną eksmitowana z mieszkania.
Zmarła w Janowie 15 lipca 1943 roku.

## Życie prywatne
Pochodzi z rodziny górnika Jakuba Tomanka i Katarzyny z domu Korus. 
W 1895 roku poślubiła Piotra Balskiego, cieślę górniczego kopalni „Giesche” (późniejszy „Wieczorek”). Miała siedmioro dzieci, w tym pięciu synów. Jej najstarszy syn Jan zginął w okresie plebiscytu w Głogówku, skrytobójczo zamordowany przez niemieckich bojówkarzy. W okresie II wojny światowej żaden z jej czterech pozostałych synów nie podpisał Volkslisty, przez co władze aresztowały najstarszego Karola i po paru miesiącach wysłało go do obozu pracy. Drugi syn Alojzy zmarł na robotach przymusowych, a pozostałych dwóch, Paweł i Józef, pracowało na kopalni jako staatenloss (bezpaństwowcy).

## Ordery i odznaczenia
- Śląski Krzyż Powstańczy[3]